# معركة بيزنطة
وقعت معركة بيزنطة خلال حروب خلفاء الإسكندر الأكبر (انظر ملوك طوائف الإسكندر) بين الجنرالات أنتيغونوس مونوبثالموس و كليتوس الأبيض [الإنجليزية]. استمرت المعركة ليومين بالقرب من بيزنطة في الدردنيل عام 317 قبل الميلاد وأسفرت عن انتصار مذهل لأنتيغونيد.

## خلفية
بعد وفاة الإسكندر الأكبر عام 323 قبل الميلاد، بدأ جنرالاته على الفور في الشجار حول إمبراطوريته الضخمة. سرعان ما تحول الشجار إلى حرب مفتوحة، حيث حاول كل جنرال المطالبة بجزء من إمبراطورية الإسكندر الشاسعة. كان أحد الجنرالات الخلفاء الموهوبين هو أنتيغونوس الأول مونوفثالموس، وسمي بهذا الاسم بسبب إحدى عينيه التي فقدها في الحصار. بعد الحرب الأولى من حروبهم عام 321 قبل الميلاد، حدث التقسيم الثاني للإمبراطورية، وهو تقسيم تريباراديسوس ؛ أصبح أنتيباتر الوصي الجديد للإمبراطورية وحامل للقب إستاجيوس, حينها قام بتكليف أنتيغونوس بمطاردة وهزيمة بقايا فصيل بيرديكاس. تولى أنتيغونوس قيادة الجيش الملكي وبعد تعزيزه بقوات أكثر موثوقية من جيش أنتيباتر الأوروبي، سار ضد أعدائهم في آسيا الصغرى.  في عام 319 قبل الميلاد، زحف لأول مرة إلى كابادوكيا ضد يومينس الذي هزمه في معركة أوركينيا. هرب يومينس إلى قلعة نورا وحينها قام أنتيغونوس بحصاره. بعدها ترك حصار نورا لأحد مرؤوسيه سار أنتيغونوس ضد البيرديكان الباقين وهزمهم في معركة كريتوبوليس. توفي شريك أنتيغونوس في التحالف، أنتيباتر، عن عمر يناهز (83 عامًا) وكان وفاته طبيعية, في ذلك العام وترك الوصاية على بوليبيرخون. لم يقبل أنتيغونوس سلطة بوليبيرخون وشكل ائتلافًا مع كاسندر وبطليموس ووليسيماخوس ضد تحالف الوصي الجديد. في عام 318 قبل الميلاد، طرد أنتيغونوس كلايتوس الأبيض، مرزبان ليديا، من مزرعته. فر كليتوس إلى بوليبيرشون الذي جهزه بأسطول كبير وأرسله لتولي قيادة الدردنيل في بداية صيف عام 317 قبل الميلاد.

## مقدمة
قضى أنتيغونوس خريف وشتاء 318 قبل الميلاد في غرب آسيا الصغرى يعزز موقعه ويجمع أسطولًا. أرسل الآن نيكانور بأسطول من 100-130 سفينة لخوض معركة ضد كليتوس في الدردنيل بينما كان هو نفسه يسير هناك مع جيش. كان كلايتوس في الدردنيل بأسطول أكبر قليلاً.

## المعركة
التقى الأسطولان في معركة بالقرب من بيزنطة، وحقق كلايتوس انتصارًا تم فيه الاستيلاء على حوالي 70 سفينة من نيكانور أو إغراقها أو تعطيلها، وتمكن البقية من الفرار إلى خلقيدونية، حيث انضم إليهم أنتيجونوس وجيشه. أمر أنتيغونوس أن تكون السفن الستين المتبقية جاهزة للعمل المتجدد، وعين أقوى جنوده وأكثرهم ولاءً كجنود مشاة البحرية لهذه السفن. في هذه الأثناء، نقل البيزنطيون رماة السهام والقنابل و البيلتاستيون إلى الشاطئ الأوروبي، حيث كانت قوات كلايتوس المنتصرة تخيّم. في فجر اليوم التالي شن أنتيغونوس هجومًا براً وبحراً وفاجأ كليتوس تماماً؛ نتيجة لذلك تم القبض على قوة كليتوس بأكملها أو قتلها.

## ما بعد ذلك
تمكن كلايتس من الفرار بسفينة واحدة، لكنه سرعان ما أجبر على جنحها وحاول الوصول إلى مقدونيا برا. تم اعتراضه وإعدامه من قبل بعض الجنود الذين يعملون لصالح ليسيماخوس. عززت هذه الضربة القاصمة للبوليبيرخون صيت أنتيغونوس بشكل مذهل وأصبح يعد عبقري في التخطيط عسكريًا.